# شهرستان مسکوا، قرقیزستان
شهرستان مسکوا (به قرقیزی:Москва району، موسكۋا رايونۇ)(به روسی: Московский район) یک شهرستان در قرقیزستان است که در استان چوی واقع شده‌است. شهرستان مسکوا ۲٬۰۵۶ کیلومتر مربع مساحت و ۸۴٬۴۴۳ نفر جمعیت دارد.